# Lisowice (powiat legnicki)
Lisowice (1945–1947 Lesiewice) – wieś w Polsce położona w województwie dolnośląskim, w powiecie legnickim, w gminie Prochowice nad kanałem Bobrek.

## Podział administracyjny
Po wojnie siedziba gminy Prochowice. W latach 1975–1998 miejscowość należała administracyjnie do województwa legnickiego.

## Demografia
Według Narodowego Spisu Powszechnego (III 2011 r.) liczyły 988 mieszkańców. Jest największą miejscowością gminy Prochowice.

## Nazwa
W dokumencie z 1217 roku wydanym przez biskupa wrocławskiego Lorenza miejscowość wymieniona jest w zlatynizowanej formie „Lessici”. Po wojnie polska administracja spolonizowała nazwę na Lesiewice, którą nosiła w latach 1945-47, a później na obecną nazwę - Lisowice.

## Zabytki
Do wojewódzkiego rejestru zabytków wpisany jest:
- zespół dworski, z czwartej ćwierci XIX w.:
  - dwór
  - park

inne zabytki:
- kościół pw. Wniebowzięcia Najświętszej Maryi Panny z 1855 r. wzniesiony wg projektu Friedricha Augusta Stüllera[8].

## Instytucje publiczne
Na terenie Lisowic znajduje się m.in.: świetlica wiejska, zajazd

## Wspólnoty wyznaniowe
- Kościół rzymskokatolicki:
  - parafia pw. Wniebowzięcia Najświętszej Maryi Panny
- Świadkowie Jehowy:
  - Sala Królestwa[10]